# Atletica leggera ai Giochi della III Olimpiade - 110 metri ostacoli
La gara dei 110 metri ostacoli dei Giochi della III Olimpiade si tenne il 3 settembre 1904 al Francis Field della Washington University di Saint Louis.

## La gara
Il miglior ostacolista americano è Edwin Clapp (15"5 di personale). Risulta iscritto ma non scende in pista. La competizione perde il favorito.

I due atleti più titolati alla partenza sono Fred Schule, campione nazionale nel 1903, e Frank Castleman, campione americano in carica. Entrambi superano  facilmente il turno eliminatorio vincendo la rispettiva batteria. 

Sulla pista spira un forte vento contrario. In finale Schule e Thad Shideler scattano meglio di tutti; conducono la gara appaiati fino a metà percorso, poi Schule scappa via e taglia per primo il traguardo.

## Risultati

### Batterie
Si disputarono 2 batterie, i primi due classificati furono ammessi in finale.
1 Batteria
| Pos. | Atleta           | Nazione     | Tempo |
| ---- | ---------------- | ----------- | ----- |
| 1    | Fred Schule      | Stati Uniti | 16"2  |
| 2    | Lesley Ashburner | Stati Uniti | n/d   |
| 3    | Ward McLanahan   | Stati Uniti | n/d   |
| 4    | Corrie Gardner   | Australia   | n/d   |

2 Batteria
| Pos. | Atleta           | Nazione     | Tempo |
| ---- | ---------------- | ----------- | ----- |
| 1    | Frank Castleman  | Stati Uniti | 16"2  |
| 2    | Thad Shideler    | Stati Uniti | n/d   |
| ?    | Leslie McPherson | Australia   | n/d   |

### Finale
| Pos.    | Atleta           | Nazione     | Età | Tempo |
| ------- | ---------------- | ----------- | --- | ----- |
| Oro     | Fred Schule      | Stati Uniti | 25  | 16"0  |
| Argento | Thad Shideler    | Stati Uniti | 21  | 16"3  |
| Bronzo  | Lesley Ashburner | Stati Uniti | 21  | 16"4  |
| 4       | Frank Castleman  | Stati Uniti | 27  | n/d   |